# August Fortmüller

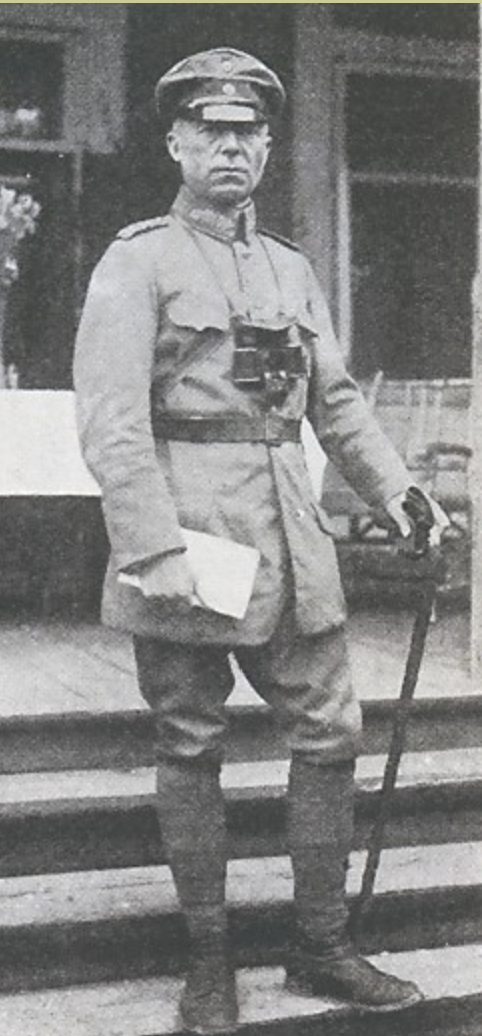
August Fortmüller

August Heinrich Christoph Fortmüller (* 16. August 1864 in Peine bei Hannover; † 28. Juli 1942) war ein sächsischer Generalleutnant.

## Leben

### Militärkarriere

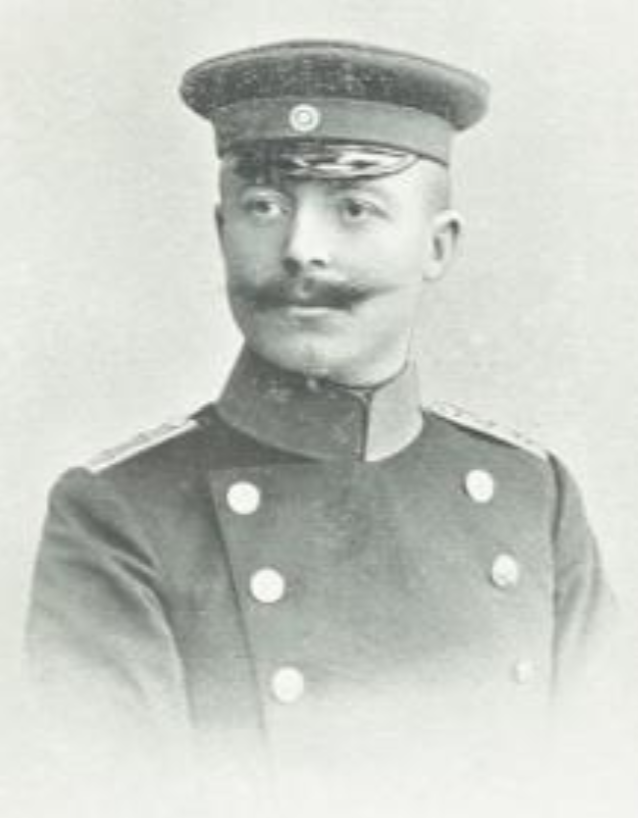
August Fortmüller als Generalstabsoffizier in jüngeren Jahren

Fortmüller trat 1883 als Fähnrich in das 1. Königlich Sächsische Pionier-Bataillon Nr. 12 der sächsischen Armee ein. Er diente auch nach Beförderung zum Leutnant im Jahre 1884 und zum Oberleutnant im Jahre 1891 im Bataillon. Er wurde 1895 für ein Jahr zum Großen Generalstab in Berlin abkommandiert und diente ab 1896 im sächsischen Generalstab, wo auch im selben Jahre seine Beförderung zum Hauptmann erfolgte. 1899 unternahm er eine Reise durch Turkestan. Neben kurzer Verwendung als Kompanieoffizier im 6. Infanterie-Regiment Nr. 105 in den Jahren 1901/02 diente er vorwiegend als Generalstabsoffizier, so bei der 32. Division (3. Königlich Sächsische). Nachdem er am 23. April 1904 zum Major befördert wurde, diente er im Generalstab des XII. (I. Königlich Sächsisches) Armee-Korps. 1906 wurde er mit dem Komturkreuz II. Klasse des Sachsen-Ernestinischen-Haus-Ordens ausgezeichnet. 1907 wurde er Kommandeur des 1. Pionierbataillon Nr. 12, welches er bis 1910 kommandierte. Nach Beförderung zum Oberst am 20. März 1912 wurde er Chef des Generalstabes des XIX. (II. Königlich Sächsisches) Armee-Korps. 1914 wurde er Kommandeur des Infanterie-Regiment „König Ludwig III. von Bayern“ (3. Königlich Sächsisches) Nr. 102 in Zittau und im Mai desselben Jahres mit dem bayerischen Militärverdienstorden III. Klasse mit der Krone ausgezeichnet.
Nach Ausbruch des Ersten Weltkrieges zum Chef des Stabes der Etappeninspektion der 3. Armee ernannt. Er wurde am 29. Oktober 1914 zum Chef des Generalstabes des XXVII. Reserve-Korps (II. Königlich Sächsisches) und wurde im Dezember 1914 mit dem Komturkreuz II. Klasse des Albrechtsorden mit Schwertern ausgezeichnet. Er konnte sich durch die Beratung seines kommandierenden Generals, General der Artillerie Richard von Schubert, bei der Ersten Flandernschlacht auszeichnen. Er wurde dafür am 27. Mai 1915 mit dem Ritterkreuz des Militär-St.-Heinrichs-Ordens und dem Militärverdienstorden (Bayern) III. Klasse mit der Krone ausgezeichnet. Er wurde nach Beförderung zum Generalmajor unter gleicher Wirkung zum Kommandeur der 45. Reserve-Infanterie-Brigade ernannt und wurde 1917 der erste Kommandeur der 241. Infanterie-Division (11. Königlich Sächsische). Er führte diese an der Ostfront, wo ihm am 30. August 1917 das Kommandeurkreuz II. Klasse des Militär-St.-Heinrichs-Ordens verliehen wurde. Er wurde noch im Sommer 1918 zum Generalleutnant befördert und fand nach Kriegsende zunächst als Militärbefehlshaber von Sachsen in Berlin und als Chef der Zentralabteilung im Generalstab Verwendung. 1919 wurde er auf eigenen Wunsch aus der Armee entlassen.
Er war später Vorsitzender der sächsischen Offiziersvereinigungen und wurde 1933 Bundesehrenmitglied des Sächsischen Militärvereinsbund. Er liegt auf dem Nordfriedhof in Dresden begraben.

### Familie
Er war seit Januar 1901 mit Katharina Hennig verheiratet.

## Schriften
- Vor zehn Jahren: ein Rückblick auf die damalige Kriegslage, in Dresdner Nachrichten. 1924 (Digital)